# Lesná, Znojmo
Lesná là một làng thuộc huyện Znojmo, vùng Jihomoravský, Cộng hòa Séc.